# Sarcophila mongolica
Sarcophila mongolica är en tvåvingeart som beskrevs av Chao och Zhang 1988. Sarcophila mongolica ingår i släktet Sarcophila och familjen köttflugor. Inga underarter finns listade i Catalogue of Life.